# Paradyzja
Paradyzja – powieść fantastycznonaukowa polskiego pisarza Janusza Zajdla, wydana w 1984 r. przez  wydawnictwo Iskry w ramach serii „Fantastyka-Przygoda”. Autor otrzymał za nią pierwszą Nagrodę Fandomu Polskiego Sfinks, przemianowaną po jego śmierci na nagrodę jego imienia.
Utwór należy do  nurtu fantastyki socjologiczno-politycznej. Opowiada o ziemskim dziennikarzu, odwiedzającym w celu napisania reportażu tytułową Paradyzję – obiekt kosmiczny, który według powszechnie obowiązujących poglądów, jest zamieszkanym przez ziemskich kolonistów sztucznym satelitą planety Tartar. Powieść pokazuje typową dla twórczości Zajdla wizję totalitarnej antyutopii.

## Fabuła
Pisarz Rinah Devi ma do spełnienia dwie misje. Oficjalnie - korzysta z rzadkiego dla Ziemian przywileju odwiedzin Paradyzji, celem napisania reportażu. Ubocznym i nieoficjalnym celem jego wizyty jest ustalenie losów innego ziemskiego podróżnika, który 10 lat wcześniej gościł w Paradyzji i w nieujawnionych okolicznościach poniósł śmierć.
Według oficjalnej, przekazywanej w Paradyzji wersji historii, w  przeszłości odległej o ok. 100 lat od czasu, w którym rozgrywa się treść powieści, mieszkańcy Ziemi szukali nowych źródeł surowców oraz miejsc zdatnych do kolonizacji. Taką planetą wydawał się odległy Tartar. Ekspedycja, oprócz ekwipunku eksploratorskiego, zabrała więc ze sobą kontenery pełne uśpionych (w stanie anabiozy) kolonistów. Według przekazów, na miejscu, wbrew pierwotnym wynikom badań, okazało się jednak, że planeta, wyjątkowo niestabilna geologicznie, kompletnie nie nadaje się do zasiedlenia, jest jednak bogata w rzadkie i cenne minerały. Kierownictwo wyprawy zdecydowało nie wracać, ale założyć na jej orbicie sztuczną kolonię (zamieszkanego sztucznego satelitę). Ziemia nie miała nic przeciwko temu, co więcej - chętnie wsparła technologicznie i finansowo kolonistów, mając nadzieję na przyszłe zyski. Tymczasem po zakończeniu budowy kolonia niespodziewanie ogłosiła niepodległość i jednostronnie wypowiedziała dotychczasowe warunki. Mieszkańcy orbitującego habitatu zostali postawieni w stan gotowości do walki z wrogiem – zachłanną Ziemią. Stan ten nie został nigdy odwołany.
Tymczasem na Ziemi od jakiegoś czasu działała nieformalna grupa ludzi kontrolująca postępy kolonizacji kosmosu w kontekście przestrzegania Konwencji Osiedleńczej. Grupa ta wysłała na Paradyzję młodego socjologa Larsa Beniga, który pod płaszczykiem badań społeczeństwa miał zbadać, jakie w rzeczywistości panują układy na Paradyzji. Niestety, nie zdołał dostarczyć wyników swych dociekań, na Ziemię dotarła tylko sucha informacja o jego  śmierci w wypadku. Ziemianie podejrzewają jednak, że jego śmierć nie była przypadkowa. Śladów Beniga miał szukać właśnie Rinah.
Początki pobytu Rinaha na Paradyzji były dość standardowe: oprowadzany przez przydzielonego mu przewodnika Alviego, Rinah poznał specyficzne reguły rządzące tutejszym społeczeństwem. Poznał lokalne zwyczaje i styl życia oraz zrozumiał przyczyny i cel typowych tylko dla tego świata ograniczeń i zakazów, które - jak się pierwotnie wydaje - uzasadnione są specyfiką miejsca, w którym się znalazł. Rinah poznał i zdawał się rozumieć także zakres i zasady oraz cel inwigilacji, jakiej poddawani są Paradyzyjczycy, która to inwigilacja polega na bezustannym podglądzie oraz podsłuchu, jakiemu są poddawani, przy czym oceny wyników tej kontroli dokonują nie ludzie, ale system komputerowy, nieprzekupny, nie męczący się, zawsze czujny, wszędzie obecny. Sprzyjają mu warunki – wszędzie zainstalowane podsłuchy i kamery, którym pracę ułatwiają zamknięta przestrzeń i przezroczyste ściany komórkowych pomieszczeń mieszkalnych; ostatecznym czynnikiem skłaniającym do podporządkowania się systemowi jest groźba zesłania do pracy w kopalniach na Tartarze dla osób, które z różnych powodów zostają uznane za najmniej przydatne dla paradyzjańskej społeczności. Ale Paradyzyjczycy próbują oszukać system. Wytworzyła się swoista nowomowa („koalang”, język kojarzeniowo-aluzyjny, który podsłuchujący komputer rejestruje jako pozbawione sensu brednie, a rozmówca może domyślić się ukrytego znaczenia słów), mająca oszukać wszechobecny podsłuch; konspiratorzy potrafią także obchodzić nakaz noszenia obrączek, emitujących sygnał personalny. Ale te drobne oszustwa obnażają tylko wierzchołek góry lodowej. Z upływem czasu Rinah dowiaduje się, że nie wszystkie powszechnie podawane informacje są prawdziwe. Poznana dziennikarka, gwiazda paradyzyjskich mediów Zinia Vett, osoba, która jest przekonana, że z pewnych powodów jest dopuszczona do sekretu, wyznaje mu, że w rzeczywistości Tartar nie jest tak niespokojny jak się głosi. Planeta stanowi po prostu olbrzymi azyl dla garstki władców, a miliony mieszkańców Paradyzji są swoistym źródłem siły roboczej. Zbierając szczątkowe informacje, Rinah z czasem odkrywa, że nawet znana przez rzekomo uprzywilejowanych tajemnica ma drugie dno. Cały zestaw zakazów, np. nauki czytania i pisania, posiadania przedmiotów mogących służyć do eksperymentów fizycznych, pozwala na trzymanie ludzi w ogłupieniu i oszustwie. Według wszelkich przesłanek, Paradyzja, rozumiana jako sztuczny satelita planety Tartar najprawdopodobniej nie istnieje, a cały obiekt rzekomego sztucznego satelity, który według informacji przekazywanych mieszkańcom przez władze, krążyć ma na orbicie planety Tartar, w rzeczywistości od samego początku osadnictwa znajduje się na tejże planecie, mającej - zgodnie z pierwotnymi wynikami badań, a wbrew serwowanej Paradyzyjczykom wersji historii, sprzyjające warunki do zamieszkania. 100 lat wcześniej będący w stanie anabiozy koloniści zostali wprowadzeni w błąd przez przywódców wyprawy, co do warunków geologicznych Tartaru, a obecnie ich potomkowie utrzymywani są w stanie nieświadomości. Celem tego stanu rzeczy jest wytworzenie poczucia stanu zagrożenia (ze strony Ziemi) i stworzenie społeczeństwa, które w przekonaniu życia na zagrożonym inwazją sztucznym satelicie, podporządkuje się ograniczeniom i wyrzeczeniom z tego wynikającym, a zarazem godzić się będzie na konieczność pewnych poświęceń, w tym pracy w kopalniach, znajdujących się na Tartarze.  Handel z Ziemią pozyskiwanymi z Tartaru kopalinami i wymiana handlowa (według oficjalnej propagandy) pozwala zapewnić podstawowe potrzeby żywnościowe mieszkańców Paradyzji, jednak w rzeczywistości większość zysków z handlu ma na celu komfortowe życie garstki założycieli kolonii, których rezydencje znajdują się na Tartarze; także środki na zapewnienie możliwości obronnych przed powszechnie głoszoną możliwością ziemskiej agresji, w rzeczywistości zapewniają klasie rządzącej istnienie status quo.
W zakończeniu powieści Rinah ma powrócić na Ziemię, ale z uwagi na fakt, że wiele informacji uzyskał od Zinii, która prosi go o zachowanie tajemnicy, w książce nie jest powiedziane, czy mieszkańcy Ziemi z jego relacji dowiedzą się o prawdzie. Odnośnie do przyszłości mieszkańców Paradyzji w zakończeniu utworu  zawarta jest pewna doza nadziei - pracujący na Tartarze robotnicy, pracujący w kopalniach rud promieniotwórczych, zbierają i przywożą do Paradyzji drobiny rudy, które kiedyś, zebrane razem, będą mogły przepalić rzekomą osłonę Paradyzji, a wówczas jej mieszkańcy będą mogli, zobaczywszy, iż Paradyzja nie dryfuje w kosmosie, zorientować się w oszustwie, jakiemu od pokoleń są poddawani.

## Ekranizacje
- Powieść została przeniesiona na ekran przez Macieja de Korczak-Leszczyńskiego w 1986 r. (wersja telewizyjna). Główne role zagrali Marian Opania, Henryk Talar i Monika Gabryelewicz[2].
- Prapremiera teatralna powieści została przygotowana przez warszawską, offową Grupę Teatralną Straponten w 2009 r.

## Odbiór
Marek Oramus pisze, że ta ostatnia wydana powieść Zajdla to „studium społecznej paranoi lub tęsknoty do normalności”. Jacek Dukaj nazywa powieść, obok Limes inferior, najwybitniejszą w twórczości pisarza. Podobnie Wojciech Orliński określa ją mianem „jednej z najważniejszych powieści polskiej fantastyki socjologicznej”. 
Rafał Szczerbakiewicz z kolei nazywa Paradyzję „utworem docelowym, najbardziej zaawansowanym w socjologicznej refleksji”, choć „odznacza się daleko posuniętą schematycznością fabuły i konstrukcji postaci”. Można spotkać opinię, że pod pozorami Paradyzji autor nakreślił obraz PRL-u w okresie stanu wojennego, i mimo – jak pisze recenzent – „powielania przez autora schematów” oraz „słabości i zapożyczeń” jest ona „jedną z najostrzejszych satyr na PRL”.
Mariusz Leś pisze, że powieść „dotyka samej istoty pisarstwa beletrystycznego (w tym science fiction). Złożona, świadoma wizja, bogata w alegorię, ironię i metaforę” będąc „kompleksową analizą przejrzystości i nieprzejrzystości w polityce, życiu codziennym i sztucznych ludzi w sztucznych światach”. Najbardziej fascynujący w dzisiejszym odbiorze jest, zdaniem naukowca, opisany świat samej Paradyzji: „jednocześnie szary i kolorowy, prosty i złożony, oficjalny i ukryty”.

## Nawiązania
Nazwy odgrywają dużą rolę w zniewoleniu mieszkańców Paradyzji. Nazwa „sztucznej planety” jest zniekształconym fonetycznym zapisem angielskiego słowa paradise (raj) i sugeruje jej doskonałość. W rzeczywistości jest ona odległa od raju i przypomina raczej karną kolonię. Z kolei planeta, na której położona jest Paradyzja została nazwana Tartarem. W mitologii greckiej Tartar to najmroczniejsza i najniższa część krainy podziemia, w której przebywały dusze skazanych na wieczne cierpienie, co ma sugerować, jak trudne warunki panują na planecie. W rzeczywistości jest to miejsce, gdzie mieszkają wybrani, władcy Paradyzji. 
Jeden z bohaterów powieści nazywa się Nikor Orley Huxwell, co jest anagramem nazwisk dwóch twórców literatury antyutopijnej, Aldousa Huxleya i George’a Orwella.